# Lijst van voetbalinterlands Bahrein - Palestina (vrouwen)
Deze lijst van voetbalinterlands is een overzicht van alle officiële voetbalinterlands tussen de nationale vrouwenteams van Bahrein en Palestina. De landen hebben tot nu toe tien keer tegen elkaar gespeeld.

## Wedstrijden
| №  | Plaats    | Datum            | Competitie                          | Wedstrijd           | Uitslag |
| -- | --------- | ---------------- | ----------------------------------- | ------------------- | ------- |
| 1  | Amman     | 1 oktober 2005   | West-Aziatisch kampioenschap 2005   | Bahrein − Palestina | 1 − 1   |
| 2  | Abu Dhabi | 28 februari 2010 | West-Aziatisch kampioenschap 2010   | Bahrein − Palestina | 3 − 0   |
| 3  | Manama    | 22 oktober 2010  | Vriendschappelijk                   | Bahrein − Palestina | 2 − 0   |
| 4  | Riffa     | 27 oktober 2010  | Vriendschappelijk                   | Bahrein − Palestina | 5 − 1   |
| 5  | Zarka     | 10 maart 2011    | Olympische Spelen 2012 kwalificatie | Palestina − Bahrein | 1 − 1   |
| 6  | Abu Dhabi | 7 oktober 2011   | West-Aziatisch kampioenschap 2011   | Bahrein − Palestina | 8 − 0   |
| 7  | Amman     | 17 april 2014    | West-Aziatisch kampioenschap 2014   | Bahrein − Palestina | 0 − 4   |
| 8  | Muharraq  | 9 januari 2019   | West-Aziatisch kampioenschap 2019   | Bahrein − Palestina | 5 − 0   |
| 9  | Manama    | 1 juni 2024      | Vriendschappelijk                   | Bahrein − Palestina | 0 − 1   |
| 10 | Manama    | 4 juni 2024      | Vriendschappelijk                   | Bahrein − Palestina | 1 − 2   |

## Samenvatting
| Competitie                     | Totaal gespeeld | Winst Bahrein | Gelijk | Winst Palestina | Doelsaldo Bahrein – Palestina |
| ------------------------------ | --------------- | ------------- | ------ | --------------- | ----------------------------- |
| Olympische Spelen kwalificatie | 1               | 0             | 1      | 0               | 1 − 1                         |
| West-Aziatisch kampioenschap   | 5               | 3             | 1      | 1               | 17 − 5                        |
| Vriendschappelijk              | 4               | 2             | 0      | 2               | 8 − 4                         |
| Totaal                         | 10              | 5             | 2      | 3               | 26 − 10                       |